# Socotabius pachytarsus
Genre
Espèce
Socotabius pachytarsus, unique représentant du genre Socotabius, est une espèce d'opilions laniatores de la famille des Cosmetidae.

## Distribution
Cette espèce est endémique de la région de Cajamarca au Pérou. Elle se rencontre vers Socota.

## Description
Le mâle holotype mesure 5 mm.

## Publication originale
- Roewer, 1957 : « Arachnida Arthrogastra aus Peru, III. » Senckenbergiana Biologica, vol. 38, no 1/2, p. 67-94.